# Nationalsozialistischer Schweizerbund
Der Nationalsozialistische Schweizerbund (NSSB) war eine politische Partei der Schweiz, die der Frontenbewegung zugerechnet wird.

## Geschichte
1941 bewarb sich der bekannte Frontist Franz Burri für die Mitgliedschaft in der SS. Als dieser von Reinhard Heydrich abgelehnt wurde, trat Burri aus Protest aus der Nationalen Bewegung der Schweiz (NBS) aus und gründete den Nationalsozialistischen Schweizerbund.
Bereits am 19. Juni 1941 führte jedoch die schweizerische Polizei einen Schlag gegen die Fronten durch. Dabei wurden über 130 Frontisten verhaftet. Burri und andere flohen in das Deutsche Reich, der Nationalsozialistische Schweizerbund löste sich auf.